# Iciligorgia rubra
Iciligorgia rubra is een zachte koraalsoort uit de familie Anthothelidae. De koraalsoort komt uit het geslacht Iciligorgia. Iciligorgia rubra werd in 1870 voor het eerst wetenschappelijk beschreven door Kölliker. 